# Heinrich Quiring
Heinrich Ludwig Quiring (* 31. Januar 1885 in Hüllen bei Gelsenkirchen; † 19. Juni 1964 in Berlin) war ein deutscher Geologe, der sich insbesondere mit Lagerstättenkunde befasste.

## Leben
Quiring war der Sohn von Heinrich Quiring (1854–1927), Direktor der Halburger Hütten in Saarbrücken und Erbauer unter anderem der Märkischen Eisengießerei in Eberswalde. Er machte sein Abitur in Eberswalde und studierte in München (bei Paul von Groth) und – unterbrochen vom Wehrdienst als Einjährig-Freiwilliger 1907 – an der Berliner Bergbauakademie. 1910 wurde er Bergreferendar. 1912 wurde er bei Gustav Steinmann in Bonn in Geologie promoviert (über die Stratigraphie der Sötenicher Mulde in der Eifel) und 1914 nochmals als Bergbauingenieur bei Fritz Frech in Breslau promoviert (Das Goldvorkommen bei Goldberg in Schlesien und seine bergmännische Gewinnung im 13. und 14. Jahrhundert). Nach Wehrdienst im Ersten Weltkrieg (wo er beide Klassen des Eisernen Kreuzes und das Ritterkreuz des Königlichen Hausordens von Hohenzollern erhielt) wurde er 1918 Bergassessor. Ab 1914 war er bei der Preußischen Geologischen Landesanstalt (PGLA). 1923 wurde er Preußischer Bergrat und 1929 erhielt er den Professorentitel. Bei der PGLA und deren Nachfolger, dem Reichsamt für Bodenforschung, kartierte er viel im Siegerland, Westerwald, am Mittelrhein und an der Mosel. Ab 1935 leitete er die geologische Forschungsstelle des Saarlandes. Im Zweiten Weltkrieg arbeitete er als Militärgeologe unter anderem an Vorbereitungen für eine geplante Untertunnelung des Rheins. Ab 1945 war er Chefgeologe in der Zentralverwaltung der Brennstoffindustrie in der sowjetischen Besatzungszone mit der Erkundung neuer Lagerstätten für Kohle, Erdgas und Erdöl betraut, wurde aber schon ein Jahr später zum Rücktritt gezwungen und trat auch als Oberlandesgeologe der Deutschen Geologischen Landesanstalt in Ostberlin zurück. Von 1946 bis 1955 war er außerplanmäßiger Professor und Leiter des Institutes für Geologie und Paläontologie an der Technischen Universität Berlin.
Beachtung fanden seine frühen Arbeiten zur Tektonik (Horizontalverschiebungen, Entstehung Schollengebirge). Später vertrat er Außenseiter-Theorien wie Theorien zum Äther und Ideen zur Kosmogonie wie einer Theorie der Entstehung des Mondes aus dem Pazifik, der Wünschelrute und kritisierte die Kontinentalverschiebungstheorie. Er befasste sich auch historisch mit Goldbergbau.
Er schrieb auch ein Buch über Heraklit mit griechischem Text und Übersetzungen aus dem Griechischen. Außerdem publizierte er auch zu Tutenchamun und der Herkunft des Bernsteins in dessen Grab. mit Spekulationen über Entdeckungsfahrten von Ägyptern und Phöniziern auf der Suche nach Gold und anderen Rohstoffen.

## Schriften
- Kurzeinführung in die Geologie, Institut für Geologie und Paläontologie (TU Berlin), Berlin (Meusel), 1949
- Kurzeinführung in die Gesteinskunde, Institut für Mineralogie und Petrografie (TU Berlin), Berlin-Charlottenburg (Kiepert) 1949
- Vorträge und Schriften 1911-1955, Berlin 1955
- Platinmetalle: Platin, Palladium, Iridium, Osmium, Rhodium, Ruthenium, Enke Verlag, Stuttgart 1962 (Die metallischen Rohstoffe, Band 16)
- Arsen, Enke Verlag 1948 (Die metallischen Rohstoffe, Band 8)[11]
- Antimon, Enke Verlag 1945 (Die metallischen Rohstoffe Band 7)
- Die ostasturischen Steinkohlenbecken, Preußische Geologische Landesanstalt, Archiv für Lagerstättenforschung, Band 69, 1939
- Die Edelsteine im Amtsschild des jüdischen Hohepriesters und die Herkunft ihrer Namen. In: Sudhoffs Archiv 38, 1954, S. 193–213.
- Die jungtertiären Eisenmanganerzvorkommen in Devon, Karbon und Pliocän von Südportugal, Archiv für Lagerstättenforschung, Band 63, 1963
- Die Wärmebilanz der Erde als Grundlage einer absoluten Zeitrechnung, Gerlands Beiträge zur Geophysik, Band 61, 1950
- Schalenbau der Erde und Erzentstehung, Berlin, Kiepert 1951 (17 Seiten)
- Erdmagnetismus und geothermische Tiefenstufe, Neues Jahrbuch für Geologie und Paläontologie, Band 9, 1955
- Kontinentdrift und Erdmagnetismus, Forschungen und Fortschritte. Nachrichtenblatt der deutschen Wissenschaft und Technik, Band 31, 1957
- Küstenverschiebungen, Klimawechsel und Völkerwanderungen der Steinzeit, Prähistorische Zeitschrift, Band 32/33, 1941/42
- Die Herkunft des ältesten Eisens und Stahls , Forschungen und Fortschritte, 9, 1933
- Das Gold im Altertum, Forschungen und Fortschritte, 18, 1944
- Der Probierstein, Forschungen und Fortschritte, 25, 1949
- Vorgeschichtliche Studien in Bergwerken Südspaniens, Ernst und Sohn 1935